# Списак знаменитих Срба
Списак знаменитих Срба наводи знамените Србе или особе српског порекла без обзира на политичке, територијалне или друге поделе, историјске или савремене.
Наведене личности су разврстане по занимању и години рођења.

## Уметници

### Књижевници
- Иво Андрић (1892—1975)[1][2]
- Матија Бан (1818—1903)[3]
- Владимир Арсенијевић (1965–)
- Борисав Атанасковић (1889—1963)
- Светислав Басара (1953–)[4]
- Матија Бећковић, (1939–)[5]
- Александар Вељић (1971–2024)
- Јанко Веселиновић (1869—1935)
- Атанасије Николић (1803—1882)
- Александар Вучо (1897—1944)
- Милован Глишић (1847—1908)[2]
- Оскар Давичо (1907—1989)[2]
- Милован Данојлић (1937—2023)[6]
- Милан Дединац (1889—1964)
- Драгослав Михаиловић (1930—2023)[7]
- Људевит Вуличевић (1839—1916), ментор Алексе Шантића
- Војислав Деспотов (1948—2021)
- Душан Гојков (1968–)
- Богобој Атанацковић (1822—1858)[8]
- Вук Драшковић (1946–)[9]
- Зоран Живковић (1948–), писац, добитник
- Драгутин Илић (1856—1927), пионир научне фантастике[10]
- Ђура Јакшић (1832—1878)[11]
- Иван Калаузовић Иванус (1986–), аутор „Енциклопедије националне дијаспоре”[12]
- Петар Кочић (1877—1916)[13]
- Скендер Куленовић (1911—1978)
- Петар Лазић (1934—1999)
- Душан Матић (1953–)
- Александар Поповић (1924—1996)
- Мирољуб Тодоровић, песник (1932–)
- Бранислав Петровић (1959–)
- Бранислав Нушић (1864—1938)[14]
- Доситеј Обрадовић (1742—1811)[15][8]
- Милорад Павић (1929—2009)[2]
- Борислав Пекић (1930—1992)[2]
- Мухарем Первић (1908—1997)
- Горан Петровић (1961–2024)
- Јован Ђорђевић (1934—2002)
- Јован Стерија Поповић (1806—1856)[16][8]
- Радомир Путник (1933—1995)
- Љубица Поповић Бјелица (1934—2016)
- Марко Ристић (1902—1984)
- Исидора Секулић (1877—1958)[17]
- Меша Селимовић (1910—1982)[18][2]
- Стеван Сремац (1855—1906)[19]
- Јован Ћирилов (1931—2014)
- Вук Врчевић (1811—1864)[8]
- Бранко Ћопић (1915—1984)[2]
- Добрица Ћосић (1921—2014)[2]
- Милош Црњански (1893—1977)[20]
- Иво Војновић (1890—1976)
- Медо Пуцић (1821—1882)[8][3]
- Радоје Домановић (1877—1943)[21]
- Гаврил Стефановић Венцловић (1866—1969)
- Захарија Орфелин (1726—1785)
- Јован Рајић (1726—1801), „отац српске историографије”[22]
- Јоаким Вујић (1772—1847)[8]
- Симеон Пишчевић (1817—1890)
- Павле Јулинац (1731—1785)
- Јован Мушкатировић (1862—1931)
- Емануило Јанковић (1758—1791)
- Милован Видаковић (1802—1864)
- Радивој Шајтинац (1916—2009)
- Лукијан Мушицки (1785—1864)[8]
- Сава Немањић (1174—1236)
- Стефан Првовенчани (1196—1228)[23]
- Доментијан (око 1210 — после 1264)[24]
- Теодосије (~1246–1328)[25]
- Данило II (око 1270—1337) [26]
- Јефимија (око 1370—1405)[27]
- Теодор Крачун (око 1730—1781)
- Стефан Лазаревић (1377—1427)[28]
- Иво Војновић (1890—1976)[3]
- Григорије Цамблак (око 1365—1420)
- Константин Филозоф (око 1405 – око 1462)
- Димитрије Кантакузин (око 1435 – око 1499)
- Константин Михаиловић (око 1435 – након  1501)
- Зограф Лонгин (око 1530 — око 1610)
- Пајсије I Јањевац (око 1635—1715)
- Симо Милутиновић Сарајлија[8] (1799—1876)
- Јован Суботић[8] (1817—1886)
- Бора Ћосић (1932—2018)
- Момо Капор (1937—2010)
- Градимир Стојковић (1940—2003)
- Љубомир П. Ненадовић (1826—1895)
- Јован Грчић Миленко (1846—1875)
- Милорад П. Шапчанин (1810—1870)
- Растко Петровић[2] (1898—1949)
- Вељко Петровић (1877—1954)
- Драгиша Кашиковић (1903—1941)
- Мирко Демић (1964–)
- Милован Глишић (1847—1908)
- Јован Христић (1933—2002)
- Јаков Серски (14. век)
- Доротеј (14. век)
- Пахомије Логофет (15. век)
- Владислав Граматик (15. век)
- Ђурађ Црнојевић (друга половина 15 века — почетак 16. века)
- Јеромонах Макарије (15. век)
- Божидар Вуковић (око 1465—1519)
- Христофор Жефаровић (1689—1753)
- Јеротеј Рачанин (средина 17. века)
- Сава Владиславић Рагузински (1669—1738)
- Василије Петровић (око 1689—1757)
- Мојсије Путник (1728—1790)
- Герасим Зелић (1750—1828)
- Сава Текелија (1761—1842)[8]
- Глигорије Трлајић (1766—1843)
- Божидар Грујовић (1846—1897)
- Светозар Милетић (1826—1901)[29]
- Слободан Селенић (1933—1995)
- Драгиша Васић (1885—1945)
- Станислав Винавер (1883—1942)
- Милован Витезовић (1948—2022)
- Арсен Диклић (1922—2009)
- Станислав Краков (1895—1968)
- Добрица Ерић (1936—2019)
- Антоније Исаковић (1931—2002)
- Павле Угринов (1926—1995)
- Стеван Јаковљевић (1890—1962)
- Љубомир Симовић (1935—2025)
- Срба Игњатовић (1925—1996)[30]
- Љубодраг Симоновић (1946–)
- Војислав Лубарда] (1924—2008)
- Јован Авакумовић (1873—1928)
- Слађана Нина Перковић (1979–)
- Ђорђе Марковић Кодер (1930—2010)
- Јаков Игњатовић (1822—1889)
- Симо Матавуљ (1852—1908)[31][2]
- Јован Хаџић (1799—1869)[8]
- Михаило Полит-Десанчић (1833—1914)
- Георгије Магарашевић (1883—1958)[8]
- Васа Стајић (1877—1941)
- Јаша Томић (1856—1922)
- Иван Гундулић (1589—1638)[32][2]
- Бранко Миљковић (1934—1968)[2]
- Матија Бећковић (1939–)
- Коста Абрашевић (1879—1898)
- Мирослав Антић (1932—1989)
- Јован Дучић (1874—1943)[33]
- Јован Јовановић Змај (1833—1904)[34][35]
- Ђура Јакшић (1832—1878)[11]
- Данило Киш (1935—1989)[2]
- Десанка Максимовић (1896—1993)[2]
- Сима Пандуровић (1883—1960)
- Владислав Петковић Дис (1880—1917)
- Петар Петровић Његош (1813—1851)[8]
- Васко Попа (1922—1991)[36][2]
- Милан Ракић (1876—1938)[37]
- Чарлс Симић (1938–) [38]
- Алекса Шантић (1868—1924)
- Лаза Костић (1841—1910)[39]
- Милош Црњански (1893—1977)
- Адам Пуслојић (1883—1968)
- Божидар Тимотијевић (1922—1998)
- Ђорђе Балашевић (1953—2021)
- Бора Ђорђевић (1952–)
- Душан Матић (1909—1970)
- Марко Цар[3] (1859—1953)
- Иван Растегорац (1893—1964)
- Стефан Лазаревић (1377—1427)[28]
- Рајко Петров Ного (1947–)
- Душко Радовић (1922—1984)
- Љубивоје Ршумовић (1939–)
- Војислав Илић (1862—1910)[40]
- Војислав Илић Млађи (1877—1944)
- Перо Зубац (1935–)
- Драган Лукић (1928—2006)
- Србољуб Митић (1931—2008)
- Момчило Настасијевић (1890—1938)
- Борисав Станковић (1876—1927)[41]
- Сима Милутиновић Сарајлија (1791—1847)
- Божидар Шујица (1915—1997)
- Милица Стојадиновић Српкиња (1830—1878)[2]
- Бранко Радичевић (1824—1853)[42][8]
- Коста Трифковић (1843—1875)
- Миодраг Павловић (1928—2014)
- Стеван Владислав Каћански (1833—1890)
- Милош Јанковић (1963–)

- Деспот Стефан Лазаревић, писац Слово љубве.
- Захарије Орфелин, свестрани барокни стваралац.
- Петар II Петровић Његош, национални песник.
- Јован Стерија Поповић, један од најбољих драмских писаца и културни радник.
- Ђура Јакшић, романтичарски сликар и књижевник.
- Милош Црњански, српски писац, песник модерне и новинар.
- Бранко Ћопић, омиљени писац дечијих прича као и романа о партизанима и НОБ.
- Милорад Павић, писац 50 књига, преводилац руских класика, историчар и професор.
- Борислав Пекић, писац и драматичар активан током друге половине 20. века.

### Сликари
- Димитрије Аврамовић (1815—1855)
- Душан Алексић (1844—1900)
- Иван Алексић (1868—1938)
- Стеван Алексић (1876—1923)
- Милета Андрејевић (1925—1989)
- Стојан Аралица (1883—1980)
- Константин Арсеновић (1782—1868)
- Лукијан Бибић (1898—1962)
- Илија Башичевић Босиљ (1895—1972)
- Јован Бијелић[43] (1886—1964)
- Шпиро Боцарић (1876—1941)
- Влахо Буковац[3] (1855—1922)
- Владимир Величковић (1935—2019)
- Лазар Возаревић (1925—1968)
- Лазар Вујаклија (1914—1995)
- Бета Вукановић (1872—1972)
- Риста Вукановић (1873—1918)
- Пашко Вучетић (1871—1925)
- Недељко Гвозденовић (1902—1988)
- Милош Голубовић (1888—1961)
- Никола Граовац (1907—2000)
- Радомир Дамњановић Дамњан (1935—2025)
- Константин Данил[44][8] (1798. или 1802—1873)
- Јосиф Даниловац (1877—1945)
- Димитрије Даскал (17. век)
- Ксенија Дивјак (1924—1995)
- Мило Димитријевић (1929—1997)
- Петар Добровић[45] (1890—1942)
- Лазар Дрљача (1883—1970)
- Дадо Ђурић (1933—2010)
- Стојан Ђурић (1962)
- Урош Ђурић (1964)
- Васа Ешкићевић (1867—1933)
- Христофор Жефаровић (1710—1753)
- Никола Зега (1863—1940)
- Арсо Ивановић (1937—2019)
- Катарина Ивановић[8] (1811—1882)
- Љубомир Ивановић (1882—1945)
- Оља Ивањицки (1931—2009)
- Божа Илић (1919—1993)
- Јован Исајловић старији (1740—1807)
- Ђура Јакшић (1832—1878)
- Љубодраг Јанковић Јале (1932—2022)
- Игњат Јоб (1895—1936)
- Паја Јовановић[46] (1859—1957)
- Младен Јосић (1897—1972)
- Драгош Калајић[47] (1943—2005)
- Богомил Карлаварис (1924—2010)
- Босиљка Кићевац (1932—2016)
- Стеван Кнежевић (1940—1995)
- Урош Кнежевић (1811—1876)
- Леон Коен (1859—1934)
- Милан Коњовић (1898—1993)
- Радован Крагуљ (1935—2022)
- Јарослав Кратина (1893—1937)
- Марко Крсмановић (1930—1991)
- Велизар Крстић (1947—2020)
- Ђорђе Крстић[48] (1851—1907)
- Чедомир Крстић (1923—1988)
- Славко Крунић (1974)
- Богдан Кршић (1932—2009)
- Владислав Лалицки (1935—2008)
- Ђорђе Лобачев (1909—2002)
- Петар Лубарда[2] (1907—1974)
- Милан Циле Маринковић (1947)
- Аксентије Мародић (1838—1909)
- Милић од Мачве[49] (1934—2000)
- Коста Миличевић (1877—1920)
- Ђорђе Миловановић (1850—1919)
- Милан Миловановић (1876—1946)
- Пеђа Милосављевић (1908—1987)
- Мило Милуновић (1897—1967)
- Бранко Миљуш (1936—2012)
- Милорад Бата Михаиловић (1923—2011)
- Раденко Мишевић (1920—1995)
- Рафаило Момчиловић (1875—1941)
- Марко Мурат[3] (1864—1944)
- Живорад Настасијевић (1893—1966)
- Лазар Николић (1824—1889)
- Петар Омчикус (1926—2019)
- Захарије Орфелин (1726—1785)
- Душан Оташевић (1940)
- Милена Павловић-Барили[2] (1909—1945)
- Зоран Павловић (1932—2006)
- Михаило Петров (1902—1983)
- Зора Петровић (1894—1962)
- Зоран Петровић (1921—1996)
- Ладислав Еуген Петровић (1839—1907)
- Миодраг Петровић (1888—1950)
- Надежда Петровић[50] (1873—1915)
- Васа Поморишац (1893—1961)
- Ђорђе Поповић (1909—1962)
- Љуба Поповић (1934—2016)
- Мића Поповић (1923—1996)
- Урош Предић (1857—1953)
- Божидар Продановић (1923—2006)
- Милета Продановић (1959)
- Иван Радовић (1894—1973)
- Новак Радонић (1826—1890)
- Радомир Рељић (1938—2006)
- Миодраг Рогић (1932—2022)
- Григорије Иванович Самојлов (1904—1989)
- Љубица Сокић (1914—2009)
- Младен Србиновић (1925—2009)
- Боривоје Стевановић (1878—1977)
- Сава Стојков (1925—2014)
- Слободанка Ступар (1947)
- Иван Табаковић (1898—1977)
- Милева Мица Тодоровић (1897—1981)
- Полексија Тодоровић (1848—1939)
- Стева Тодоровић (1832—1925)
- Живојин Турински (1935—2001)
- Стојан Ћелић (1925—1992)
- Милош Ћирић (1931—1999)
- Бранко Филиповић-Фило (1924—1997)
- Коста Хакман (1899—1961)
- Александар Цветковић (1947)
- Наталија Цветковић (1888—1928)
- Христифор Црниловић (1886—1963)
- Стеван Чалић (1892—1943)
- Ђорђе Ј. Чарапић (1876—1941)
- Марко Челебоновић (1902—1986)
- Павле Чортановић (1830—1903)
- Божидар Џмерковић  (1930)
- Зуко Џумхур (1921—1989)
- Леонид Шејка (1932—1970)
- Миленко Шербан (1907—1979)
- Милош Шобајић(1876—1942)
- Бранко Шотра (1906—1960)
- Сава Шумановић[51] (1896—1942)
- Богдан Шупут (1914—1942)

### Вајари
- Драгомир Арамбашић (1881—1945)
- Ђорђе Јовановић (1861—1953)
- Симеон Роксандић[2] (1874—1943)
- Тома Росандић[2] (1878—1958)
- Јован Солдатовић (1920—2005)
- Драгиша Станисављевић (1921—2012)
- Војин Бакић (1915—1992)
- Светомир Арсић-Басара (1928—2024)
- Милан Станисављевић (1944)
- Миодраг Живковић (1928—2020)
- Александар Зарин (1923—1998)
- Ристо Стијовић (1894—1974)
- Сретен Стојановић (1898—1960)
- Милица Рибникар (1931—2002)
- Вук Бојовић (1940—2014)
- Мрђан Бајић (1957—)
- Петар Убавкић (1852—1910)
- Небојша Савовић Нес (1959—)

### Архитекте
- Андрија Андрејевић (1840—1893)
- Иван Антић (1923—2005)
- Милан Антоновић (1850—1929)
- Душан Бабић (1894—1948)
- Ђура Бајаловић (1879—1949)
- Петар Бајаловић (1876—1947)
- Иван Белић (1887—1968)
- Момчило Белобрк
- Богдан Богдановић[52][53] (1922—2010)
- Ратомир Богојевић
- Угљеша Богуновић (1922—1994)
- Милутин Борисављевић (1889—1970)
- Ђура Борошић
- Ђурђе Бошковић
- Драгиша Брашован (1887—1965)
- Алексеј Бркић
- Александар Бугарски (1835—1891)
- Момир Коруновић (1883—1969)
- Владимир Лојаница (1969)
- Милан Лојаница (1939—2024)
- Јелисавета Начић[2] (1878—1955)
- Бранко Пешић (1921—2006)
- Ранко Радовић (1935—2005)
- Предраг Ристић[54] (1932—2019)
- Ђорђе Табаковић (1897—1971)
- Милан Табаковић (1860—1946)
- Момчило Тапавица (1872—1949)

- Паја Јовановић, један од најцењенијих српских сликара.
- Надежда Петровић, запажена сликарка и пионирка фотографије.
- Момир Коруновић, водећи архитекта јединствене архитектонске школе.
- Петар Лубарда, међународно признати сликар.
- Милена Павловић-Барили, сликарка и свестрана уметница.
- Драгиша Брашован, архитекта.
- Војин Бакић, вајар.
- Стеван Крагујевић, фотограф.
- Мића Поповић, сликар, редитељ, критичар, академик.
- Марина Абрамовић, интернационална перформанс уметница.[55]

### Филмски и позоришни уметници
- Питер Богдановић, редитељ
- Даница Аћимац, глумица
- Мила Јововић, Милица Наташа Јововић, модел/глумица
- Емир Кустурица, редитељ, писац, музичар
- Карл Малден, Младен Секуловић, глумац
- Принцеза Катарина Оксенберг, глумица
- Бата Живојиновић, глумац
- Власта Велисављевић, глумац
- Љубиша Самарџић, глумац/редитељ
- Арсеније Јовановић, редитељ
- Бора Тодоровић, глумац
- Слободан Перовић, глумац
- Бранко Радаковић, редитељ
- Милена Дравић, глумица[56]
- Мија Алексић, глумац
- Миленко Заблаћански, глумац
- Борис Комненић, глумац
- Миодраг Петровић Чкаља, глумац[2]
- Драган Николић, глумац
- Борис Исаковић, глумац[57]
- Горан Паскаљевић, редитељ
- Мира Бањац, глумица
- Вера Дедовић, глумица
- Нела Михаиловић, глумица
- Оливера Марковић, глумица
- Горица Поповић, глумица
- Горан Марковић, редитељ
- Срђан Жика Тодоровић, глумац
- Гојко Митић, један од најпознатијих глумаца Источне Немачке
- Свен Стојановић, редитељ из Шведске, режирао је три такмичења за „Песму Евровизије“
- Павле Вујисић, глумац[2]
- Данило Бата Стојковић, глумац[2]
- Зоран Радмиловић, глумац[2]
- Рената Улмански, глумица
- Жика Митровић, редитељ
- Младомир Пуриша Ђорђевић, редитељ
- Живојин Павловић, редитељ, књижевник, професор[2]
- Александар Саша Петровић, редитељ[2]
- Милорад Милинковић, редитељ
- Александар Гаврић, глумац
- Слободан Алигрудић, глумац
- Бранко Цвејић, глумац
- Тихомир Станић, глумац
- Ненад Јездић, глумац
- Милош Жутић, глумац
- Предраг Пепи Лаковић, глумац
- Живојин Жика Миленковић, глумац
- Михаило Бата Паскаљевић, глумац
- Драгомир Бојанић Гидра, глумац
- Ташко Начић, глумац
- Бранко Плеша, глумац
- Љуба Тадић, глумац[2]
- Стево Жигон, глумац
- Пера Добриновић, глумац[58]
- Раде Марковић, глумац
- Властимир Ђуза Стојиљковић, глумац
- Никола Симић, глумац
- Миливоје Мића Томић, глумац
- Радмила Савићевић, глумица
- Вера Чукић, глумица
- Ружица Сокић, глумица
- Јелена Јовановић Жигон, глумица
- Срђан Карановић, редитељ
- Слободан Шијан, редитељ
- Здравко Шотра, редитељ
- Милош Аврамовић, редитељ, сценариста и продуцент
- Мира Ступица, глумица
- Светлана Цеца Бојковић, глумица
- Душица Жегарац, глумица
- Јелисавета Сека Саблић, глумица
- Драган Максимовић, глумац
- Петар Краљ, глумац
- Предраг Ејдус, глумац
- Марко Николић, глумац
- Петар Божовић, глумац
- Михајло Миша Јанкетић, глумац
- Војислав Воја Брајовић, глумац
- Александар Берчек, глумац
- Здравко Шотра, редитељ
- Драган Кресоја, редитељ
- Милан Лане Гутовић, глумац
- Богдан Диклић, глумац
- Предраг Мики Манојловић, глумац
- Љиљана Драгутиновић, глумица
- Горица Поповић, глумица
- Љиљана Благојевић, глумица
- Весна Тривалић, глумица
- Радмила Живковић, глумица
- Неда Арнерић, глумица
- Мирјана Карановић, глумица
- Соња Савић, глумица
- Аница Добра, глумица
- Светозар Цветковић, глумац
- Лазар Ристовски, глумац
- Светислав Гонцић, глумац
- Славко Штимац, глумац
- Жарко Лаушевић, глумац
- Жанка Стокић, глумица[2]
- Андреј Шепетковски, глумац
- Зоран Цвијановић, глумац
- Драган Бјелогрлић, глумац, редитељ, продуцент
- Никола Којо, глумац
- Мирјана Јоковић, глумица
- Бранка Катић, глумица
- Миодраг Николић, сценограф
- Бојана Маљевић, глумица
- Наташа Нинковић, глумица
- Небојша Глоговац, глумац
- Драган Мићановић, глумац
- Сергеј Трифуновић, глумац
- Предраг Милетић, глумац
- Срђан Драгојевић, редитељ
- Владимир Савчић Чоби, музичар/глумац
- Соја Јовановић, прва српска редитељка
- Беба Лончар, глумица
- Небојша Ромчевић, драматург и сценариста
- Милутин Чолић[59]
- Божидар Зечевић, критичар, драматург, сценариста[60]
- Бојана Никитовић, костимограф

- Карл Малден, рођен као Младен Секуловић, освојио је Оскара и низ других награда.
- Павле Вуисић, један од најпрепознатљивијих глумаца југословенске кинематографије.
- Данило Бата Стојковић, српски и југословенски глумац.
- Душан Макавејев, филмски редитељ.
- Бата Живојиновић глумио је у више од 340 филмова и ТВ серија, а сматра се једним од најбољих глумаца у бившој Југославији.
- Милена Дравић, освојила је Награду филмског фестивала у Кану за најбољу глумицу.
- Мики Манојловић, глумио је у многим домаћим као и европским филмовима.
- Душан Ковачевић, сценариста, књижевник и академик.
- Раде Шербеџија,  глумац у бројним филмовима и серијама у Холивуду.
- Емир Кустурица је двапут освојио златну Палму у Кану као и канску награду за најбољу режију.

### Музичари
- Кир Стефан Србин, композитор активан у средњем веку[61]
- Теодор Андрејевић, композитор, диригент, музичар и музички педагог
- Богдан Бабић, диригент
- Исидор Бајић, композитор
- Радмила Бакочевић, оперска певачица
- Давид Бижић, оперски певач
- Марија Бубањ, виолинисткиња и виолисткиња
- Станислав Бинички, композитор, диригент и педагог
- Исидора Жебељан, композитор
- Јован Ивановић, композитор
- Благоје Кошанин, композитор
- Војислав Симић, џез музичар
- Миодраг Раде Јашаревић, виолиниста
- Јадранка Јовановић, оперска певачица
- Лазар Јовановић, оперски певач
- Петар Коњовић, композитор[62]
- Драгомир Кранчевић, виолиниста
- Жељко Лучић, оперски певач
- Јосиф Маринковић, композитор и хоровођа
- Љубица Марић, композитор
- Стефан Миленковић, виолиниста
- Бора Дугић, фрулаш
- Оливер Њего, оперски певач
- Милоје Милојевић, композитор
- Василије Мокрањац, композитор
- Властимир Павловић Царевац, диригент и музичар
- Миленко Пауновић, композитор
- Јован Пачу, композитор, лекар и пијаниста
- Немања Радуловић, виолиниста
- Јован Колунџија, виолиниста
- Станојло Рајичић, композитор и педагог
- Јосиф Руњанин, композитор
- Живан Сарамандић, оперски певач
- Софијa Седмаковa, оперска певачица
- Бојан Суђић, диригент
- Милан Прунић, певач
- Маринко Роквић, певач
- Корнелије Станковић, композитор, мелограф, диригент, пијаниста[63][8]
- Милка Стојановић, оперска певачица
- Стеван Мокрањац, композитор[64]
- Зоран Христић, композитор
- Миливоје Црвчанин, композитор
- Стеван Христић, композитор, диригент и музички писац[65]
- Мирослав Чангаловић, оперски певач
- Никола Вучичевић, пијаниста
- Душан Радић, композитор и академик
- Филип Вишњић, гуслар[66][8]

Популарна музика
- Павле Аксентијевић, певач духовне и старе српске музике
- Светлана Сека Алексић, турбо-фолк певачица
- Борис Аранђеловић, рок певач и музичар
- Момчило Бајагић Бајага, рок певач и музичар
- Недељко Бајић Баја, турбо-фолк певач
- Ђорђе Балашевић, певач и музичар
- Миша Блам, џез музичар
- Војкан Борисављевић, композитор и диригент
- Бисера Велетанлић, певачица џез и забавне музике
- Владо Георгиев, певач забавне музике
- Предраг Гојковић Цуне, певач народне музике
- Арсен Дедић, певач, композитор и песник
- Владимир Дивљан, рок музичар
- Бора Ђорђевић, рок певач и музичар
- Весна Змијанац, певачица народне музике
- Михаило Живановић, кларинетиста, саксофониста, композитор, диригент
- Предраг Живковић Тозовац, певач народне музике
- Тома Здравковић, певач и композитор народне музике
- Мирослав Илић, певач народне музике
- Душан Јакшић, певач и глумац
- Мики Јевремовић, певач забавне музике
- Жељко Јоксимовић, певач забавне музике
- Неле Карајлић, композитор, музичар и глумац
- Радмила Караклајић, певачица забавне музике
- Јелена Карлеуша, певачица[67]
- Нада Кнежевић, певачица џез и забавне музике
- Александра Ковач, певачица забавне музике
- Корнелије Ковач, композитор и музичар
- Душан Којић, рок музичар
- Влада Дивљан, рок музичар
- Биља Крстић, извођач етно музике
- Лео Мартин, певач забавне музике
- Лене Лавич, певачица
- Душко Гојковић, џез трубач
- Аца Лукас, турбо-фолк певач
- Дивна Љубојевић, интерпретаторка православне духовне музике
- Оливер Мандић, певач и композитор поп-рок музике
- Саша Матић, турбо-фолк певач
- Јован Маљоковић, џез саксофониста, композитор и аранжер
- Нада Мамула, певачица народне музике и севдалинки
- Ђорђе Марјановић, певач забавне музике
- Милан Младеновић, певач и музичар
- Слађана Милошевић, певачица и музичарка
- Мира Шкорић, певачица
- Драгана Мирковић, певачица турбофолк музике
- Радомир Михајловић Точак, рок музичар
- Драгиша Недовић, композитор, музичар и текстописац
- Лола Новаковић, певачица забавне музике
- Оливера Катарина, певачица и глумица
- Тихомир Петровић, композитор, певач и музичар
- Ана Поповић, певачица и музичар џез и блуз музике
- Душан Прелевић Преле, рок музичар
- Александра Радовић, певачица забавне музике
- Василија Радојчић, певачица изворне и народне музике
- Предраг Радмилац, музички педагог, диригент, музички уредник
- Ненад Радуловић, певач и музичар
- Светлана Ражнатовић Цеца, певачица турбофолк музике
- Александра Пријовић, певачица[68]
- Рамбо Амадеус, рок музичар
- Лаза Ристовски, музичар
- Зоран Симјановић, композитор музике за филм и позориште
- Војислав Воки Костић, композитор
- Боба Стефановић, певач забавне музике
- Маргита Стефановић, рок музичар
- Јадранка Стојаковић, певачица забавне музике
- Драган Стојнић, певач забавне музике
- Љубиша Стојановић Луис, певач
- Станиша Стошић, певач народне музике
- Слободан Тркуља, мултиинструменталиста, композитор и певач грленог и византијског стила
- Бошко Ћирковић, певач хип хоп музике
- Неда Украден, певачица
- Миле Китић, певач
- Здравко Чолић, певач забавне музике
- Горан Шепа, рок музичар
- Марчело, репер
- Марија Шерифовић, певачица забавне музике, победница Песме Евровизије

- Стеван Мокрањац, композитор, педагог и професор, сматра се „оцем српске музике”.
- Стеван Христић, српски композитор,  диригент, педагог и музички писац.
- Тома Здравковић, певач народне музике.
- Ђорђе Марјановић, певач, најпопуларнији од шездесетих до осамдесетих.
- Здравко Чолић, један од највећих вокала и културних икона бивше Југославије.
- Милан Младеновић, челни члан групе ЕКВ.
- Бора Ђорђевић, рок музичар и песник.
- Ђорђе Балашевић, кантаутор.
- Жељко Јоксимовић, музичар и композитор.
- Цеца, једна од најпопуларнијих турбо-фолк певачица.

### Други уметници
- Рајко Милошевић, стрип уметник
- Драгољуб Замуровић, фотограф
- Гојко Варда, дизајнер

## Црквена лица

### Светитељи
- Свети цар Лазар
- Свети Николај Охридски и Жички[69]
- Свети Петар Цетињски[70][8]
- Свети Сава[71]
- Свети Симеон Мироточиви[72]
- Свети Василије Острошки
- Свети Стефан Штиљановић
- Свети Јоаникије Девички
- Стефан Пиперски
- Стефан Лазаревић
- Стефан Првовенчани
- Свети Прохор Пчињски
- Ангелина Бранковић
- Ана Немањић
- Арсеније I Сремац
- Стефан Владислав I
- Јелена Штиљановић
- Јелена Дечанска
- Јоаникије II
- Јустин Поповић
- Јован Владимир
- Макарије Соколовић[73]
- Ђорђе Бранковић
- Свети краљ Милутин[74]
- Нестор Дечански
- Никодим I Пећки
- Никодим Тисмански
- Петар Коришки
- Рафаило Банатски
- Свети Давид српски
- Стефан Драгутин
- Стефан Урошиц Немањић
- Стефан Урош V
- Стефан Бранковић
- Патријарх српски Спиридон
- Ђакон Авакум
- Анастасија Српска
- Анастасије Струмички
- Атанасије Метеорски
- Будимир Соколовић
- Варнава Настић
- Висарион Сарај
- Вукашин из Клепаца
- Гаврило Лесновски
- Георгије Богић
- Григорије Горњачки
- Дамјан Штрбац
- Архиепископ српски Данило II
- Доситеј Васић
- Ђорђе Кратовац
- Иларион Мегленски
- Милица Хребељановић
- Јефтимије Дечански
- Јоаким Осоговски
- Јован Урош
- Јован Кукузељ
- Јован Бранковић
- Јосиф Темишварски
- Мардарије Ускоковић
- Момчило Гргуревић
- Нектарије Битољски
- Нестор синаит витковачки
- Нестор Тркуља
- Нестор Солунски
- Платон Јовановић
- Сава Трлајић
- Севастијан Дабовић
- Серафим Џарић
- Симеон Дајбапски

### Патријарси
- Свети Сава[71]
- Арсеније I Сремац
- Свети Сава II
- Данило I
- Јоаникије I
- Јевстатије I
- Свети Јаков
- Свети Јевстатије II
- Свети Сава III
- Никодим I Пећки
- Данило II
- Свети Јоаникије II
- Патријарх српски Сава IV
- Патријарх српски Јефрем
- Патријарх српски Спиридон
- Патријарх српски Данило III
- Патријарх српски Сава V
- Патријарх српски Данило IV
- Патријарх српски Кирило I
- Патријарх српски Никон
- Патријарх српски Теофан
- Патријарх српски Никодим II
- Патријарх српски Арсеније II
- Патријарх српски Макарије
- Патријарх српски Антоније
- Патријарх српски Герасим
- Патријарх српски Саватије
- Патријарх српски Јеротеј
- Патријарх српски Филип
- Јован Кантул
- Пајсије I Јањевац
- Патријарх српски Гаврило I
- Патријарх српски Гаврило V
- Максим Скопљанац
- Арсеније III Чарнојевић[75]
- Патријарх српски Атанасије I
- Мојсије Рајовић
- Арсеније IV Јовановић Шакабента
- Атанасије II Гавриловић
- Патријарх српски Јосиф (Рајачић)
- Патријарх српски Гаврило II
- Патријарх српски Гаврило III
- Патријарх српски Кирило II
- Патријарх српски Василије I
- Патријарх српски Димитрије
- Патријарх српски Варнава
- Патријарх српски Викентије II
- Патријарх српски Герман
- Патријарх српски Павле
- Патријарх српски Иринеј
- Патријарх српски Порфирије
- Архиепископ и митрополит карловачки Георгије

### Јерарси
- Свети Иринеј Бачки
- Архиепископ и митрополит карловачки Јосиф[8]
- Митрополит карловачки Јован
- Митрополит карловачки Стефан (Стратимировић)[76][8]
- Митрополит карловачки Павле[77]
- Митрополит црногорско-приморски Митрофан
- Митрополит црногорско-приморски Амфилохије
- Митрополит дабробосански Георгије
- Митрополит дабробосански Сава
- Митрополит браничевски Игнатије
- Митрополит њемачки Григорије
- Митрополит црногорско-приморски Јоаникије I
- Митрополит дабробосански Николај
- Митрополит зворничко-тузлански Фотије
- Епископ шабачки Лаврентије
- Епископ бачки Платон[8]
- Епископ вршачки Теодор
- Епископ захумско-херцеговачки и приморски Атанасије
- Епископ шумадијски Сава
- Епископ далматинско-истријски Никодим[78]

- Свети Јован Владимир, владар Дукље и најстарији светац међу Србима.
- Свети Сава, оснивач аутокефалне Српске православне цркве, оснивач српског права, дипломата.
- Патријарх Арсеније III Чарнојевић, вођа Велике сеобе Срба.
- Свети Василије Острошки, светитељ коме се приписује бројна чуда.
- Свети Петар Цетињски, владар Црне Горе, писац и светитељ.
- Митрополит карловачки Стефан, челна личност митрополије Карловачке 46 година.
- Епископ бањалучки Платон, убијен током геноцида над Србима.
- Свети Николај Охридски и Жички, утицајни теолог, писац и епископ Српске православне цркве.
- Патријарх српски Павле, поглавар СПЦ од 1990. до 2009. године.
- Митрополит црногорско-приморски Амфилохије, теолог, преводилац и јавни делатник.

## Научници и професори

### Природне науке
- Никола Тесла[79]
- Михајло Пупин[80]
- Руђер Бошковић[81][3]
- Лазар Хиландарац[82]
- Милутин Миланковић[83]
- Милева Марић[84]
- Јосиф Панчић[85][8][2][3]
- Михаило Петровић Алас, математичар[86]
- Јован Карамата[87]
- Милош Марић
- Огњеслав Костовић Степановић
- Ђуро Курепа
- Бранко Жежељ
- Иван Ђаја[3]
- Марко Вукобрат Јарић
- Милорад Б. Протић
- Миодраг Стојковић
- Душан Каназир, молекуларни биолог
- Недељко Кошанин, биолог
- Богдан Маглић
- Јован Жујовић[88]
- Лаза Лазаревић[89][2]
- Павле Савић[2]
- Андреј Андрејевић
- Александар Белић[90]
- Петар Ђурковић
- Миомир Вукобратовић
- Спиридон Гопчевић
- Павле Вујевић
- Марко Леко
- Милан Курепа
- Зоран Кнежевић, астроном
- Коста Стојановић
- Сима Лозанић, хемичар[91]
- Љиљана Марковић
- Душан Шћепановић
- Милован Матовић
- Сања Врањеш Ђурић
- Предраг Ћеранић
- Алекса Ивић, математичар
- Стојан Раденовић, математичар
- Стеван Карамата, геолог[92]
- Никола Мирков, инжењер
- Драгош Цветковић
- Градимир Миловановић
- Гордана Вуњак Новаковић
- Иван Гутман
- Богдан Шолаја
- Милош Ђуран
- Ђорђе Шијачки
- Антоније Ђорђевић
- Живојин Ђорђевић
- Синиша Станковић
- Живојин Јуришић
- Рајко Томовић
- Михајло Месаровић
- Добривоје Божић
- Ђуро Мацут
- Владимир Костић
- Александар Кавчић

### Друштвене науке
- Сава Мркаљ, лингвиста
- Вук Караџић[93]
- Ђуро Даничић[94][95][8]
- Павле Поповић[96]
- Павле Ивић, лингвиста[97]
- Милка Ивић, лингвиста
- Јован Цвијић, географ, етнолог[98]
- Видосава Николић Стојанчевић, етнолог
- Јован Трифуноски, географ
- Дејан Медаковић, историчар уметности
- Милорад Екмечић, историчар
- Љубодраг Димић, историчар
- Душан Батаковић, историчар[99]
- Никола Кусовац, историчар уметности
- Динко Давидов, историчар уметности
- Чедомир Антић, историчар
- Љубомир Стојановић, историчар[100]
- Драган Петровић, историчар, географ, економиста
- Радослав Грујић, историчар
- Владимир Ћоровић, историчар[101]
- Сима Ћирковић, историчар
- Раде Михаљчић, историчар
- Божидар Ферјанчић, историчар
- Радивој Радић, историчар
- Михаило Војводић, историчар
- Десанка Ковачевић Којић, историчар
- Милан Васић, османиста
- Борис Стојковски, историчар
- Момчило Спремић, историчар
- Ђорђе Трифуновић, исоричар књижевности
- Лазар Трифуновић, историчар уметности
- Гојко Тешић, историчар књижевности[102]
- Дејан Ђокић, историчар[103]
- Богдан Терзић, слависта[104]
- Милоје Васић, археолог[105]
- Драгослав Срејовић, археолог
- Јован Драгашевић, војни географ и историчар
- Милутин Гарашанин, археолог
- Петар Петровић, археолог
- Валтазар Богишић, социолог[106][3]
- Богдан Поповић, књижевни критичар[107]
- Слободан Јовановић, правник, историчар[108][109]
- Коста Чавошки, правник
- Ратко Марковић, правник[8]
- Слободан Унковић, економиста
- Миша Ђурковић, политиколог и филозоф
- Драган Симеуновић, политиколог
- Данило Медаковић, историчар
- Јорјо Тадић[3]
- Јован Скерлић, књижевни критичар[110][2]
- Милан Кашанин, историчар уметности
- Јован Ђорђевић, правник
- Иларион Руварац, историчар[111]
- Стојан Новаковић, историчар и лингвиста[112]
- Бранко Милановић, економиста[113]
- Гавро Манојловић, историчар[114]
- Александар Јерков, историчар и теоретичар српске књижевности
- Трајан Стојановић, историчар
- Божидар Петрановић, историчар и правник
- Харалампије Поленаковић, родоначелник македонске књижевне историје и науке
- Татомир Вукановић, етнолог
- Најдан Пашић, политиколог и правник
- Ђоко Слијепчевић, историчар
- Лазо М. Костић, статитстичар
- Жарко Требјешанин, психолог
- Владислав Б. Сотировић, историчар
- Радован Самарџић, историчар
- Ратимир Кашанин[56]
- Милан Решетар[3]
- Луко Зоре[3]
- Перо Будмани[3]
- Вид Вуксановић Вулетић[3]
- Антоније Вучетић[3]
- Константин Војновић[3]
- Милан Булајић, историчар

### Лекари
- Милан Јовановић Батут
- Слободан Симић
- Јован Марић
- Миодраг Стојковић
- Душан Манојловић
- Милан Јовановић Морски
- Драга Љочић[2]
- Војислав Субботић
- Нинослав Радовановић
- Владимир Кањух
- Атанасије Пуљо
- Гојко Николиш
- Александар Костић
- Милован Бојовић

### Филозофи
- Никола Милошевић
- Бранислав Петронијевић[115][116]
- Божидар Кнежевић
- Љубомир Тадић
- Светозар Стојановић
- Михаило Ђурић
- Војин Ракић
- Ђуро Курепа
- Радомир Константиновић
- Јеврем Јездић
- Љубомир Недић
- Ксенија Атанасијевић[2]
- Андрија Стојковић
- Милош Арсенијевић
- Светозар Марковић
- Михаило Марковић
- Ирина Деретић

- Руђер Бошковић, дубровачки полихистор.
- Вук Караџић, реформатор српског језика и писма.
- Никола Тесла, проналазач, инжењер електротехнике, машински инжењер, физичар и футуриста.
- Михајло Пупин, физичар и физички хемичар и један од оснивача НАЦА који је касније постао НАСА.
- Јован Цвијић, географ, геолог, људски географ, етнолог професор и академик.
- Стојан Новаковић, историчар, лингвиста, реформатор образовања, државник и дипломата.
- Милош Н. Ђурић, класични филолог, хелениста, класични преводилац, професор и филозоф.
- Милутин Миланковић, математичар, климатолог, геофизичар и професор.
- Дејан Медаковић, историчар уметности, књижевник, професор, академик и културни радник.
- Гордана Вуњак Новаковић, биоинжењер и универзитетски професор.

## Војска и полиција
- хајдук Вељко Петровић[117][8]
- војвода Радомир Путник[118]
- војвода Степа Степановић[119]
- војвода Живојин Мишић[120]
- војвода Петар Бојовић
- генерал Божидар Јанковић
- генерал Павле Јуришић Штурм
- армијски генерал Душан Симовић
- армијски генерал Дража Михаиловић
- армијски генерал Стеван Хаџић
- армијски генерал Петар Живковић
- армијски генерал Крста Смиљанић
- армијски генерал Емило Белић
- армијски генерал Владимир Белић
- пуковник Драгутин Димитријевић Апис
- генерал-пуковник Коча Поповић[121]
- генерал армије Никола Љубичић
- генерал-пуковник Владимир Лазаревић
- генерал-пуковник Пеко Дапчевић
- генерал-лајтант Петар Драпшин
- генерал-пуковник Павле Јакшић
- генерал-пуковник Арсо Јовановић
- генерал-пуковник Љубо Вучковић
- генерал-пуковник Велимир Терзић
- генерал-пуковник Светозар Вукмановић Темпо
- генерал-потпуковник Ратко Мартиновић
- генерал-пуковник Милутин Морача
- генерал-пуковник Велимир Терзић
- генерал-пуковник Радован Вукановић
- генерал Саво Дрљевић
- генерал Петар Перо Ћетковић
- генерал Милан Жерајић
- генерал Ђоко Јованић
- генерал Милан Жежељ
- генерал-пуковник др Гојко Николиш
- генерал-пуковник Павле Илић
- генерал-пуковник Ратко Вујовић
- генерал-пуковник Милоје Милојевић
- генерал-пуковник Ратко Софијанић
- генерал-потпуковник Славко Родић
- генерал-потпуковник Миленко Живановић
- генерал Срећко Манола
- генерал-потпуковник Радивоје Јовановић Брадоња
- генерал-пуковник Раде Хамовић
- генерал Јован Вукотић
- генерал-мајор и војвода Стеван Шупљикац[8]
- генерал-дивизијар Јован Обреновић[8]
- генерал Љубиша Величковић
- пуковник Сава Ковачевић
- пуковник Милисав Секулић
- Омер паша Латас
- генерал Љубо Новаковић
- генерал Милан Недић[122]
- генерал Данило Срдић[123]
- генерал Вукоман Арачић
- генерал Перо Чолић
- потпуковник Петар Баћовић
- пуковник Бајо Станишић
- потпуковник Миленко Павловић
- мајор Коста Тодоровић
- мајор Зоран Радосављевић
- Стеван Синђелић
- бимбаша Станко Арамбашић
- Симо Шолаја
- Хајдук Вељко
- Сердар Јанко Вукотић
- Старина Новак
- Дели Радивоје
- Станоје Главаш[8]
- Стојан Јанковић
- Војин Поповић Вук, војвода Вук
- Војислав Танкосић
- Јован Бабунски
- Жарко Зрењанин
- генерал Блажо Ђукановић
- Звонимир Вучковић
- Момчило Ђујић
- Велимир Пилетић
- Цвијетин Тодић
- Милунка Савић, хероина Првог светског рата
- Милица Миљанов, хероина Првог светског рата
- генерал-пуковник Небојша Павковић
- генерал Ратко Младић
- хаџи Продан Глигоријевић
- фелдмаршал Светозар Боројевић фон Бојна
- велики везир Мехмед-паша Соколовић
- господар Косова Вук Бранковић
- великаш Радослав Челник
- војвода Миленко Стојковић[8]
- војвода Петар Добрњац[8]
- Јаков Ненадовић[8]
- Васа Чарапић, јунак, познат и као Змај од Авале[8]
- Узун Мирко Апостоловић[8]
- Арсеније Лома[8]
- Лука Вукаловић[8]
- војвода Стеван Книћанин[8]
- војвода Младен Миловановић[8]
- војвода Хаџи Продан Глигоријевић[8]
- војвода Стојан Чупић
- војвода Цинцар Јанко Поповић[8]
- војвода Глигор Соколовић
- војвода Марко Миљанов Поповић
- пуковник Коста Новаковић
- пуковник Михаило Михаљевић
- Душан Попов, обавештајац
- Јовица Станишић, обавештајац
- Јован Милановић, обавештајац

- Мехмед-паша Соколовић, велики везир Отоманске империје.
- Гроф Михаил Милорадовић, генерал за време Наполеонских ратова и дефакто владар Русије месец дана.
- Карађорђе, српски револуционар и оснивач династије Карађорђевић. Сматра се оцем српске нације.
- Светозар Боројевић, аустроугарски маршал, један од најбољих одбрамбених стратега ПСР.
- Генерал Сава Грујић, министар војни и премијера у пет мандата.
- Јанко Вукотић, сердар, војсковођа, премијер и министар војни Црне Горе
- Живојин Мишић, српски војвода који је учествовао у свим ратовима које је водила Србија од 1876 до 1918.
- Петар Бојовић, српски војвода и професор војних наука.
- Коча Поповић, један од вођа југословенских партизана и начелник Генералштаба ЈНА и министар Спољних послова.
- Милан Тепић, мајор ЈНА и последњи народни херој Југославије.

## Пословни људи
- Драган Васиљевић, власник неколико компанија за трговину
- Дејан Илић, главни менаџер компанија Варта и Ари[124][125]
- Вера Гајић, власница фабрике авио-опреме
- Вилијам Јовановић, председник и извршни директор издавачке куће
- Виолета и Ђорђе Јерић, власници куле Скајлон, туристичке атракције на Нијагариним водопадима Канада
- Богољуб Карић[126]
- Мирослав Мајкл Ђорђевић
- Милан Мандарић, власник и председавајући фудбалског клуба
- Мило Медин, бивши потпредседник
- Миле Марић, био један од директора у „Џенерал Моторсу“, власник неколико компанија у Канади
- Ђорђе Вајферт, привредник и гувернер НБС
- Илија Милосављевић Коларац, велетрговац и задужбинар[8]
- Капетан Миша Анастасијевић, велетрговац и задужбинар
- Лазар Дунђерски
- Димитрије Мита Теокаревић
- Игњат Бајлони
- Никола Спасић
- Лука Ћеловић
- Милош Савчић
- Сава Лозанић
- Саша Поповић
- Голуб Јанић
- Михајло Косовљанин
- Влада Илић
- Димитрије Коњовић
- Милан Панић, председник и извршни директор
- Филип Цептер
- Мирослав Мишковић, власник Делта Холдинга
- Зоран Дракулић, власник мултинационалне компаније
- Милка Форцан, потпредседница Делта Холдинга
- Соња Миладиновска, директор Трезора Société Générale банке
- Младен Селак
- Петар Матијевић, власник прехрамбене индустрије Матијевић и 11 пољопривредних фирми.
- Велибор Ђуровић, Ивица Вукелић и Саша Глушац, Власници фирме за дистрибуцију новина Велетабак[тражи се извор]
- Петар Матић, власник МПЦ Холдинга
- Вук Хамовић, власник је водећег снабдевача електричном енергијом државних електропривреда.
- Горан Перчевић
- Сава Вуковић, трговац[8]
- Сима Игуманов, трговац и задужбинар[8]
- Никола Милићевић Луњевица, трговац[8]
- Срђан Кнежевић, власник Кнез Петрола
- Мирослав Богићевић, Власник Фармакома
- Зоран Митровић и Милија Бабовић, власници Викторија групе
- Миодраг Костић, власник  МК групе
- Марија Трандафил[127]
- Ђока Дунђерски[128]
- Иван Петровић, власник Крстарице
- Глигорије Возаровић, издавач[8]
- Ђока Дунђерски, индустријалац

## Спортисти
- Радивој Кораћ, кошаркаш[129]
- Жељко Ребрача, кошаркаш
- Дејан Бодирога, кошаркаш
- Дражен Далипагић, кошаркаш
- Владе Дивац, кошаркаш
- Бошко Симоновић, фудбалер и фудбалски тренер
- Бранко Радивојевић, словачки хокејаш
- Вујадин Бошков, фудбалер и фудбалски тренер
- Предраг Даниловић, кошаркаш
- Александар Ђорђевић, кошаркаш
- Александар Павловић, кошаркаш
- Зоран Славнић
- Драган Кићановић
- Вера Николић, атлетичарка
- Ана Ивановић
- Слободан Боба Живојиновић
- Јелена Докић
- Драган Џајић
- Љубиша Броћић
- Светозар Глигорић
- Никола Грбић
- Владимир Грбић
- Пит Маравић[130]
- Саво Милошевић
- Иван Миљковић
- Џон Миљуш
- Димитрије Бјелица, шахиста
- Зоран Мирковић
- Данијел Нестор
- Драгослав Шекуларац
- Владимир Ђорђевић
- Александар Шапић[131]
- Јасна Шекарић
- Давид Бабунски
- Драган Шкрбић
- Дејан Станковић, фудбалер
- Александар Коларов, фудбалер
- Предраг Стојаковић, фудбалер
- Горан Вујевић, одбојкаш
- Радомир Антић, фудбалер и тренер
- Ненад Зимоњић, тенисер
- Жарко Паспаљ
- Драган Стојковић
- Момир Петковић
- Матеја Кежман
- Давид Миладиновић
- Данило Икодиновић
- Владимир Вујасиновић
- Новак Ђоковић[132][133]
- Јелена Јанковић
- Милица Мандић
- Јована Прековић
- Ненад Стекић
- Саша Илић
- Дејан Петковић, фудбалер
- Јанко Типсаревић, тенисер
- Ивана Максимовић
- Оливера Јевтић
- Немања Видић
- Синиша Михајловић
- Рајко Митић
- Бранислав Ивановић
- Душан Лајовић
- Душан Влаховић, фудбалер
- Филип Костић, фудбалер
- Сергеј Милинковић Савић, фудбалер
- Марко Пантелић, фудбалер
- Душан Тадић, фудбалер
- Немања Матић, фудбалер
- Никола Јокић[134]
- Богдан Богдановић[135]
- Данко Лазовић, фудбалер
- Момчило Тапавица, свестрани спортиста[136]
- Сара Исаковић, прва медаља на ОИ у историји Словеније
- Милорад Чавић, светски рекордер[137]
- Драган Травица, одбојкаш
- Паола Вукојичић, хокејаш на трави
- Душан Мандић, ватерполиста
- Немања Мајдов, џудиста
- Маја Огњеновић, одбојкаш
- Соња Васић, кошаркаш
- Огњен Кузмић, кошаркаш
- Ратко Радовановић, кошаркаш
- Невен Суботић, фудбалаер
- Дамир Микец, стрељаштво
- Немања Николић, фудбалер

### Шаховски велемајстори
- Драгољуб Велимировић
- Иван Иванишевић
- Драган Шолак
- Александар Ковачевић
- Бранко Дамљановић
- Бојан Вучковић
- Љубомир Љубојевић
- Светозар Глигорић
- Борислав Ивков

- Момчило Тапавица, свестрани спортиста, први Словен и Србин освајач олимпијске медаље у историји.
- Светозар Глигорић, шаховски велемајстор.
- Жељко Обрадовић, најуспешнији кошаркашки тренер Европе.
- Јасна Шекарић, светска, европска и олимпијска шампионка у спортском стрељаштву.
- Владимир Грбић, одбојкаш.
- Филип Филиповић освојио је сваку значајну медаљу, турнир и награду у ватерполу.
- Новак Ђоковић, један од најбољих тенисера и спортиста свих времена.
- Ивана Шпановић држи национални и светски рекорд у скоку у даљ.
- Александар Митровић, најуспешнији стрелац репрезентације Србије.
- Никола Јокић, један од најбољих кошаркаша и центара свих времена.

## Владари и племство

#### Средњи век
- Вишеслав
- Радослав Вишеславић
- Просигој
- Властимир
- Мутимир
- Стројимир Властимировић
- Гојник
- Прибислав Мутимировић
- Петар Гојниковић
- Павле Брановић
- Захарија Прибислављевић
- Часлав Клонимировић
- Стефан Војислав
- Јован Владимир
- Михаило Војислављевић
- Константин Бодин
- Доброслав II
- Кочапар
- Владимир Војислављевић
- Ђорђе Бодиновић
- Грубеша
- Градихна
- Радослав Градишнић
- Михаило Војислављевић
- Деса
- Петрислав
- Вукан
- Урош I Вукановић
- Урош II Примислав
- Вукан
- Урош I Вукановић
- Урош II Примислав
- Белош Вукановић
- Деса
- Завида Вукановић
- Тихомир Завидовић
- велики жупан Стефан Немања
- краљ Стефан Првовенчани, Немањин средњи син
- Свети Сава, Немањин најмлађи син[71]
- краљ Стефан Радослав
- краљ Стефан Владислав
- цар Стефан Урош I
- краљ Стефан Драгутин
- краљ Стефан Урош II Милутин
- краљ Стефан Урош III Дечански
- цар Стефан Душан[26]
- цар Стефан Урош V
- цар Симеон Синиша Немањић
- цар Јован Урош
- цар Јован Ненад
- Вук Бранковић
- Пријезда I
- Пријезда II
- Стефан I Котроманић
- Стефан II Котроманић
- Стефан Твртко I Котроманић
- Стефан Дабиша
- Јелена Груба
- Остоја Котроманић
- Стефан Твртко II Котроманић
- Стефан Остојић
- Стефан Томаш
- Стефан Томашевић
- Балша I
- Страцимир Балшић
- Ђурађ I Балшић
- Балша II Балшић
- Ђурађ II Балшић
- Балша III Балшић
- Вукашин Мрњавчевић
- Угљеша Мрњавчевић
- Марко Мрњавчевић[138]
- кнез Лазар Хребељановић[139]
- кнегиња Милица Хребељановић
- господин Вук Бранковић
- деспот Стефан Лазаревић
- деспот Ђурађ Бранковић[140]
- деспот Лазар Бранковић
- деспот Стефан Бранковић
- деспот Вук Бранковић
- деспот Ђорђе Бранковић
- деспот Јован Бранковић
- Црноје Ђурашевић
- Радич Црнојевић
- Стефан Црнојевић
- Иван Црнојевић
- Ђурађ Црнојевић
- Станко Црнојевић
- Вук Хранић Косача
- Влатко Вуковић
- Сандаљ Хранић Косача
- Стефан Вукчић Косача
- Влатко Херцеговић

#### Нови век
- књаз Милош Обреновић[141][8]
- Љубица Обреновић[8]
- кнез Милан Обреновић[8]
- кнез Михаило Обреновић[142]
- обор-кнез Јеврем Обреновић[8]
- краљ Милан Обреновић[143]
- краљица Наталија Обреновић
- краљ Александар Обреновић
- кнез Алекса Ненадовић[8]
- кнез Илија Бирчанин[8]
- кнез Сима Ненадовић[8]
- краљица Краљица Драга
- вожд Карађорђе[144]
- кнез Александар Карађорђевић
- краљ Александар I Карађорђевић[145]
- краљ Петар I Карађорђевић[146]
- принц Ђорђе П. Карађорђевић
- краљ Александар I Карађорђевић
- краљица Марија Карађорђевић
- кнез Павле Карађорђевић
- принц Андреј Карађорђевић
- принц Томислав Карађорђевић
- краљ Петар II Карађорђевић
- принц Александар II Карађорђевић
- Данило I Петровић Његош
- Сава Петровић Његош
- Василије Петровић
- Петар I Петровић Његош
- Петар II Петровић Његош[147]
- књаз Данило Петровић
- Никола I Петровић[148]

## Политичари и дипломате

### Кнежевина и Краљевина Србија
- Никола Пашић[149]
- Јован Ристић[150]
- Јован Гавриловић[8]
- Илија Гарашанин[151]
- Прота Матеја Ненадовић[152]
- Иван Кнежевић[8]
- Димитрије Давидовић[8]
- Слободан Јовановић
- Љубомир Давидовић
- Владан Ђорђевић[153]
- Милован Миловановић[154][155]

### Прва Југославија
- Драгиша Цветковић
- Константин Николајевић
- Милан Грол[156]
- Стојан Протић
- Александар Цинцар-Марковић
- Адам Прибићевић
- Светозар Прибићевић
- Драгиша Васић
- Бошко Чолак-Антић, дипломата
- Павле Бељански, дипломата
- Лујо Бакотић[3]

### Друга и трећа Југославија
- Сретен Жујовић
- Милан Горкић
- Петко Милетић
- Мустафа Голубић
- Владимир Велебит
- Слободан Пенезић Крцун
- Милован Ђилас
- Веселин Ђурановић
- Драгослав Марковић
- Мира Марковић
- Милош Минић
- Стеван Дороњски
- Марко Никезић
- Латинка Перовић
- Ђоко Јованић
- Миланко Реновица
- Радован Влајковић
- Видоје Жарковић
- Милентије Поповић
- Александар Ранковић
- Петар Стамболић
- Светозар Марковић[157]
- Васа Пелагић
- Димитрије Туцовић
- Жикица Јовановић Шпанац
- Јован Веселинов
- Вељко Влаховић
- Светозар Вукмановић
- Слободан Пенезић Крцун
- Иван Стамболић
- Борисав Јовић
- Слободан Милошевић
- Милан Панић

### Република Србија
- Зоран Ђинђић
- Верољуб Стевановић
- Ненад Богдановић
- Драган Чавић
- Небојша Човић
- Вук Драшковић[9]
- Драган Ђилас
- Вук Јеремић
- Војислав Коштуница
- Предраг Марковић
- Наташа Мићић
- Борислав Паравац
- Горан Свилановић
- Војислав Шешељ
- Борис Тадић
- Томислав Николић
- Александар Вучић
- Братислав Гашић
- Оливер Ивановић
- Маја Гојковић
- Александар Вулин
- Санда Рашковић Ивић
- Зоран Живковић[158]
- Немања Старовић
- Милош Вучевић
- Никола Селаковић
- Небојша Родић, дипломата
- Драган Бисенић, дипломата
- Душан Спасојевић, дипломата
- Иван Мркић, дипломата
- Миодраг Перишић, дипломата
- Милан Ст. Протић

### Црна Гора
- Секула Дрљевић
- Момир Булатовић
- Светозар Маровић
- Дака Давидовић
- Андрија Мандић
- Милан Кнежевић

### Република Српска
- Радован Караџић
- Никола Кољевић
- Радован Вишковић
- Жељка Цвијановић
- Милорад Додик
- Мирко Шаровић
- Рајко Кузмановић
- Милован Бјелица

### Република Српска Крајина
- Милан Мартић
- Милан Бабић
- Јован Рашковић
- Борислав Микелић
- Ратко Личина

### Друге државе
- Исидор Николић-Џавер, Аустријско царство
- Род Благојевић, САД
- Ник Лалић, Аустралија
- Џорџ Војновић, САД

- Часлав, кнез који је објединио неколико завађених племена и проширио државу.
- Стефан Војислав, оснивач династије Војислављевић.
- Цар Душан Силни, оснивач Српског царства.
- Хелена Драгаш, српска принцеза и мајка последња два владара Византијске империје.
- Милош Обреновић, познат и као Милош Велики, оснивач је династије Обреновић и стваралац аутономије Србије.
- Илија Гарашанин, државник из периода 19. века.
- Петар I Карађорђевић, последњи краљ Србије и први краљ Краљевине Срба, Хрвата и Словенаца.
- Милован Миловановић, истакнути дипломата и креатор спољне и националне политике.
- Милован Ђилас, југословенски комуниста и истакнути дисиденат у Источној Европи.
- Зоран Ђинђић, први демократски изабрани премијер, до његовог убиства 2003. године.

## Други
- Јованка Броз, прва дама Југославије
- Весна Вуловић, Гинисов рекорд
- Милован Мића Стојановић, кувар
- Стево Карапанџа, кувар

### Манекенке
- Брижит Коњовић, мис Француске и мис Париза
- Тијана Арнаутовић, мис Канаде
- Лидија Манић, мис интернационал
- Сања Папић, супермодел
- Драгана Дујовић
- Даша Радосављевић
- Сара Митић

### Новинари
- Веља Павловић
- Ђоко Вјештица
- Димитрије Боаров
- Душка Вучинић
- Миломир Марић
- Зоран Ћирјаковић
- Зоран Станојевић
- Михаило С. Петровић
- Љиљана Смајловић
- Оља Бећковић
- Гордана Суша
- Милутин Чолић
- Славко Ћурувија
- Александар Тијанић
- Драган Бујошевић
- Милош Јевтић
- Богдан Тирнанић
- Сандра Перовић
- Ратко Дмитровић
- Жељко Цвијановић
- Милорад Вукашиновић
- Ристо Ђого

### Активисти
- Саво Штрбац
- Војин Димитријевић
- Никола Ковачевић
- Владимир Мијановић
- Милан Антонијевић
- Стеван Владислав Каћански
- Јован Лалошевић

### Атентатори и криминалци
- Алија Алијагић
- Богдан Жерајић
- Гаврило Принцип
- Драгутин Димитријевић Апис
- Недељко Чабриновић
- Пуниша Рачић
- Бошко Радоњић, криминалац

### Јутјубери
- Бака Прасе, јутјубер и музички извођач
- Алекса Вуловић, аустралијски јутјубер[159]
- Кика Ђукић
- Муђа